# Dinkowo
Dinkowo (bułg. Динково) – wieś w Bułgarii, w obwodzie Widyń, w gminie Rużinci. Według Ujednoliconego Systemu Ewidencji Ludności oraz Usług Administracyjnych dla Ludności, 15 grudnia 2018 roku miejscowość liczyła 110 mieszkańców.